# Туровка (Ленінградська область)
Туровка (рос. Туровка) — присілок у Лузькому районі Ленінградської області Російської Федерації.
Населення становить 22 особи. Належить до муніципального утворення Толмачовське міське поселення.

## Історія
Згідно із законом від 28 вересня 2004 року № 65-оз належить до муніципального утворення Толмачовське міське поселення.

## Населення
| 1997 | 2007 | 2010 |
| ---- | ---- | ---- |
| 4    | ↘3   | ↗22  |